# Parafia Przemienienia Pańskiego w Szczecinie-Gumieńcach
Rzymskokatolicka Parafia pw. Przemienienia Pańskiego w Szczecinie-Gumieńcach – parafia rzymskokatolicka, należąca do dekanatu Szczecin-Pomorzany, archidiecezji szczecińsko-kamieńskiej, metropolii szczecińsko-kamieńskiej. Została erygowana w 1992. Siedziba parafii mieści się w Szczecinie przy ulicy św. Kingi.

## Duszpasterze

### Proboszczowie
- 1992–1997 – ks. Eugeniusz Łodyka SDB
- 1997–2012 – ks. kan. Marek Kałamarz
- 2010 – administrator ks. Henryk Marczak
- 2012–2024 – ks. prałat dr. Zygmunt Wichrowski[1]
- Od 2025 – ks. mgr lic. Mariusz Ogórski[1]